# Thrypticotrochus multilobatus
Thrypticotrochus multilobatus är en korallart som beskrevs av Stephen D. Cairns 1989. Thrypticotrochus multilobatus ingår i släktet Thrypticotrochus och familjen Turbinoliidae. Inga underarter finns listade i Catalogue of Life.